# Francisco de Paula Martínez y Sáez

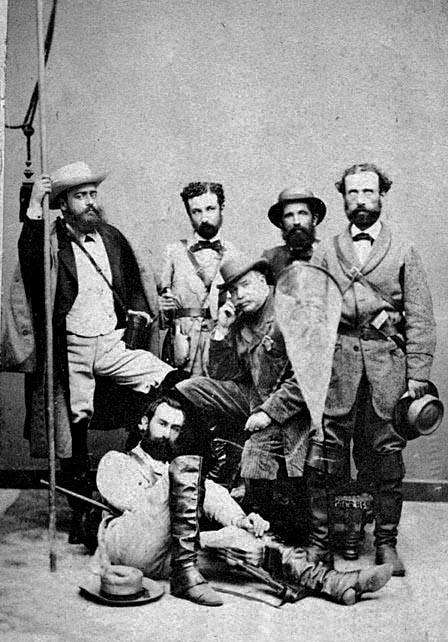
Photographie des six naturalistes de la commission scientifique du Pacique, par Rafael Castro y Ordóñez à Montevideo en décembre 1862. Debout de gauche à droite: l'anthropologue Almagro y Vega, le zoologiste Martínez y Sáez, le botaniste Isern Battló y Carrera et l'entomologiste et géologue Amor. Au milieu assis, le président de la commission Francisco María Paz y Membiela. Assis au sol au premier plan, le zoologiste Jiménez de la Espada.

Francisco de Paula Martínez y Sáez, né à Madrid, le 30 mars 1835 et mort à Madrid le 26 avril 1908, est un zoologiste et entomologiste espagnol.

## Biographie
Il est licencié de pharmacie en 1856 de l'université centrale de Madrid (docteur ès sciences naturelles en 1868), où il demeure comme assistant, se distinguant dans la tâche de classer les collections de vertébrés du Musée national des sciences naturelles. Il travaille aussi comme professeur de minéralogie et de botanique. Peu de temps après avoir obtenu un poste de numéraire à la chaire d'histoire naturelle (qu'il effectue à Teruel, Oviedo et Jerez de la Frontera), il est appelé à faire partie de l'expédition de la commission scientifique du Pacifique comme zoologiste
Il est désigné comme assistant naturaliste de l'expédition, chargé de récolter, de classer et d'ordonner les mammifères, les reptiles aquatiques, les poissons et les zoophytes. Il est également nommé secrétaire de la commission, devant tenir les livres d'actes et le Journal de la commission, la correspondance officielle et la comptabilité.
Dans son travail (le navire expéditionnaire est parti en 1862 de Cadix), il met en évidence le journal de voyage - document de base pour l'étude historique de la commission - où non seulement les vicissitudes des expéditionnaires, mais aussi les impressions de Martínez lui-même, les problèmes générés par les accidents et maladies successives et un grand nombre de planches de plantes et d'animaux dessinées par les participants. Il collecte lui-même un grand nombre de pièces - évaluées à plus de 30 000 - formant une grande collection dont à son retour il a fait don au muséum d'histoire naturelle de Madrid. Elles sont obtenues au Brésil, en Uruguay, en Argentine (Patagonie et Malouines), au Chili, en Californie et en Équateur, point à partir duquel il participe à la « seconde expédition », entrant au Brésil par la Cordillère des Andes, pour retourner en Espagne, non sans de grands problèmes, en janvier 1866. 
Honoré à son retour, il est nommé professeur surnuméraire à l'université centrale de Madrid et, en 1872, il obtient la chaire de zoographie des vertébrés. Il poursuit son travail scientifique, avec des études sur les coléoptères d'Espagne, réunissant plus de 35 000 spécimens de 8 393 espèces différentes. Il publie de nombreuses études sur la zoologie de l'Amérique, de l'Afrique (Guinée et Sahara) et de l'Espagne. 
Martínez y Sáez est cofondateur de la Société espagnole d'histoire naturelle, membre de la Société géographique de Madrid, de la Société scientifique de Bruxelles, des Sociétés entomologiques de Paris, Berlin et Stettin. Il est décoré de l'Ordre d'Isabelle la Catholique. Des espèces lui sont dédiées, comme Helix martinezii, Ampuliaria martinezii, Tapinopterus martinezii, Bruchus martinezii, Dorcadion martinezii, Sunius martinezii, Platystolus martinezii, Zetobora martinezii, Largus martinezii, ainsi qu'un genre, Martinezia.

## Source de la traduction
- (es) Cet article est partiellement ou en totalité issu de l’article de Wikipédia en espagnol intitulé « Francisco de Paula Martínez » (voir la liste des auteurs).